# Ryōta Yamagata
Ryōta Yamagata (jap. 山縣亮太 Yamagata Ryōta; ur. 10 czerwca 1992 w Hiroszimie) – japoński lekkoatleta, sprinter.
W 2009 biegł na drugiej zmianie japońskiej sztafety szwedzkiej, która wywalczyła brązowy medal podczas mistrzostw świata juniorów młodszych. Złoty medalista igrzysk Azji Wschodniej. Mistrz Japonii w biegu na 100 metrów (2013). Wicemistrz olimpijski z Rio de Janeiro (2016) w sztafecie 4 x 100 metrów.
Złoty i brązowy medalista odpowiednio w biegu rozstawnym 4 × 100 metrów oraz na dystansie 100 metrów podczas igrzysk azjatyckich w Dżakarcie (2018).

## Osiągnięcia
| Rok  | Impreza                               | Miejsce        | Lokata     | Konkurencja        | Wynik   |
| ---- | ------------------------------------- | -------------- | ---------- | ------------------ | ------- |
| 2009 | Mistrzostwa świata juniorów młodszych | Bressanone     | 4. miejsce | bieg na 100 m      | 10,80   |
| 2009 | Mistrzostwa świata juniorów młodszych | Bressanone     | 3. miejsce | sztafeta szwedzka  | 1:52,82 |
| 2012 | Igrzyska olimpijskie                  | Londyn         | półfinał   | bieg na 100 m      | 10,10   |
| 2013 | Uniwersjada                           | Kazań          | 2. miejsce | bieg na 100 m      | 10,21   |
| 2013 | Uniwersjada                           | Kazań          | 2. miejsce |                    | 39,12   |
| 2013 | Mistrzostwa świata                    | Moskwa         | eliminacje | bieg na 100 m      | 10,21   |
| 2014 | Igrzyska azjatyckie                   | Incheon        | 6. miejsce | bieg na 100 m      | 10,26   |
| 2014 | Igrzyska azjatyckie                   | Incheon        | 2. miejsce | sztafeta 4 × 100 m | 38,49   |
| 2016 | Igrzyska olimpijskie                  | Rio de Janeiro | półfinał   | bieg na 100 m      | 10,05   |
| 2016 | Igrzyska olimpijskie                  | Rio de Janeiro | 2. miejsce | sztafeta 4 × 100 m | 37,10   |
| 2018 | Igrzyska azjatyckie                   | Dżakarta       | 3. miejsce | bieg na 100 m      | 10,00   |
| 2018 | Igrzyska azjatyckie                   | Dżakarta       | 1. miejsce | sztafeta 4 × 100 m | 38,16   |

## Rekordy życiowe
- Bieg na 100 metrów – 9,95 (2021) rekord Japonii
- Bieg na 200 metrów – 20,41 (2013)